# Rhaunen
Rhaunen là một đô thị thuộc huyện Birkenfeld, trong bang Rheinland-Pfalz, phía tây nước Đức. Đô thị Rhaunen có diện tích 10,75 km², dân số thời điểm ngày 31 tháng 12 năm 2006 là 2257 người. Đô thị này tọa lạc ở Hunsrück, cự ly khoảng 20 km về phía bắc của Idar-Oberstein.
Rhaunen là thủ phủ của Verbandsgemeinde ("đô thị tập thể") Rhaunen.